# Georg Wilhelm von Hannover
Georg Wilhelm Ernst August Friedrich Axel Prinz von Hannover (Brunswijk, 25 maart 1915 — München, 8 januari 2006) was een Duitse prins uit het Huis Hannover, een prins van Groot-Brittannië en Ierland.
Hij was de tweede zoon van Ernst August van Brunswijk en diens vrouw Victoria Louise van Pruisen, de enige dochter van de Duitse keizer Wilhelm II. Hij werd op 10 mei 1915 gedoopt. Onder zijn peetouders waren aartshertogin Maria Christina van Oostenrijk, prins Axel van Denemarken en prinses Olga van Hannover-Cumberland. Van 1930 tot 1934 bezocht hij de Schule Schloss Salem, een prestigieuze kostschool die was opgericht door zijn oom, prins Max van Baden.
Hij was een fanatiek beoefenaar van de paardensport. Tijdens de Tweede Wereldoorlog maakte hij deel uit van het Duitse Military Team. Na de oorlog richtte hij een paardrijacademie op in de buurt van München. Hij was jarenlang lid van het Internationaal Olympisch Comité.
George Willem trad op 23 april 1946 in Salem in het huwelijk met Sophia van Griekenland en Denemarken, een oudere zuster van de Britse prins-gemaal Philip, hertog van Edinburgh, die drie jaar daarvoor weduwe was geworden van Christoffel van Hessen. Het paar kreeg de volgende drie kinderen:
- Prins Welf von Hannover (25 januari 1947 - 10 januari 1981)
- Prins George (9 december 1949)
- Prinses Frederika (15 oktober 1954)

Deze kinderen volgden op de vijf kinderen uit Sophia's eerste huwelijk.

## Kwartierstaat (voorouders)
| George V van Hannover (1819-1878) | George V van Hannover (1819-1878) | George V van Hannover (1819-1878) | George V van Hannover (1819-1878) | George V van Hannover (1819-1878)     | George V van Hannover (1819-1878)     | Marie van Saksen-Altenburg (1818-1907) | Marie van Saksen-Altenburg (1818-1907) | Marie van Saksen-Altenburg (1818-1907) | Marie van Saksen-Altenburg (1818-1907) | Marie van Saksen-Altenburg (1818-1907) | Marie van Saksen-Altenburg (1818-1907) |                                        |                                        | Christiaan IX van Denemarken (1818-1906) | Christiaan IX van Denemarken (1818-1906) | Christiaan IX van Denemarken (1818-1906) | Christiaan IX van Denemarken (1818-1906) | Christiaan IX van Denemarken (1818-1906) | Christiaan IX van Denemarken (1818-1906) | Louise van Hessen-Kassel (1817-1898) | Louise van Hessen-Kassel (1817-1898) | Louise van Hessen-Kassel (1817-1898) | Louise van Hessen-Kassel (1817-1898) | Louise van Hessen-Kassel (1817-1898) | Louise van Hessen-Kassel (1817-1898) |                                     |                                     | Frederik III van Pruisen (1831-1888) | Frederik III van Pruisen (1831-1888) | Frederik III van Pruisen (1831-1888) | Frederik III van Pruisen (1831-1888) | Frederik III van Pruisen (1831-1888) | Frederik III van Pruisen (1831-1888) | Victoria van Saksen-Coburg en Gotha (1840-1901)                | Victoria van Saksen-Coburg en Gotha (1840-1901)                | Victoria van Saksen-Coburg en Gotha (1840-1901)                | Victoria van Saksen-Coburg en Gotha (1840-1901)                | Victoria van Saksen-Coburg en Gotha (1840-1901)                | Victoria van Saksen-Coburg en Gotha (1840-1901)                |                                         |                                         | Frederik van Sleeswijk-Holstein-Sonderburg-Augustenburg (1828-1880) | Frederik van Sleeswijk-Holstein-Sonderburg-Augustenburg (1828-1880) | Frederik van Sleeswijk-Holstein-Sonderburg-Augustenburg (1828-1880)                              | Frederik van Sleeswijk-Holstein-Sonderburg-Augustenburg (1828-1880)                              | Frederik van Sleeswijk-Holstein-Sonderburg-Augustenburg (1828-1880)                              | Frederik van Sleeswijk-Holstein-Sonderburg-Augustenburg (1828-1880)                              | Adelheid van Hohenlohe-Langenburg (1835-1900)                                                    | Adelheid van Hohenlohe-Langenburg (1835-1900)                                                    | Adelheid van Hohenlohe-Langenburg (1835-1900) | Adelheid van Hohenlohe-Langenburg (1835-1900) | Adelheid van Hohenlohe-Langenburg (1835-1900) | Adelheid van Hohenlohe-Langenburg (1835-1900) |  |  |  |  |  |  |  |  |  |  |  |  |  |  |  |  |  |  |  |  |  |  |  |  |  |  |  |  |  |  |  |  |  |  |  |  |  |  |  |  |  |  |  |  |  |  |  |  |
| George V van Hannover (1819-1878) | George V van Hannover (1819-1878) | George V van Hannover (1819-1878) | George V van Hannover (1819-1878) | George V van Hannover (1819-1878)     | George V van Hannover (1819-1878)     | Marie van Saksen-Altenburg (1818-1907) | Marie van Saksen-Altenburg (1818-1907) | Marie van Saksen-Altenburg (1818-1907) | Marie van Saksen-Altenburg (1818-1907) | Marie van Saksen-Altenburg (1818-1907) | Marie van Saksen-Altenburg (1818-1907) |                                        |                                        | Christiaan IX van Denemarken (1818-1906) | Christiaan IX van Denemarken (1818-1906) | Christiaan IX van Denemarken (1818-1906) | Christiaan IX van Denemarken (1818-1906) | Christiaan IX van Denemarken (1818-1906) | Christiaan IX van Denemarken (1818-1906) | Louise van Hessen-Kassel (1817-1898) | Louise van Hessen-Kassel (1817-1898) | Louise van Hessen-Kassel (1817-1898) | Louise van Hessen-Kassel (1817-1898) | Louise van Hessen-Kassel (1817-1898) | Louise van Hessen-Kassel (1817-1898) |                                     |                                     | Frederik III van Pruisen (1831-1888) | Frederik III van Pruisen (1831-1888) | Frederik III van Pruisen (1831-1888) | Frederik III van Pruisen (1831-1888) | Frederik III van Pruisen (1831-1888) | Frederik III van Pruisen (1831-1888) | Victoria van Saksen-Coburg en Gotha (1840-1901)                | Victoria van Saksen-Coburg en Gotha (1840-1901)                | Victoria van Saksen-Coburg en Gotha (1840-1901)                | Victoria van Saksen-Coburg en Gotha (1840-1901)                | Victoria van Saksen-Coburg en Gotha (1840-1901)                | Victoria van Saksen-Coburg en Gotha (1840-1901)                |                                         |                                         | Frederik van Sleeswijk-Holstein-Sonderburg-Augustenburg (1828-1880) | Frederik van Sleeswijk-Holstein-Sonderburg-Augustenburg (1828-1880) | Frederik van Sleeswijk-Holstein-Sonderburg-Augustenburg (1828-1880)                              | Frederik van Sleeswijk-Holstein-Sonderburg-Augustenburg (1828-1880)                              | Frederik van Sleeswijk-Holstein-Sonderburg-Augustenburg (1828-1880)                              | Frederik van Sleeswijk-Holstein-Sonderburg-Augustenburg (1828-1880)                              | Adelheid van Hohenlohe-Langenburg (1835-1900)                                                    | Adelheid van Hohenlohe-Langenburg (1835-1900)                                                    | Adelheid van Hohenlohe-Langenburg (1835-1900) | Adelheid van Hohenlohe-Langenburg (1835-1900) | Adelheid van Hohenlohe-Langenburg (1835-1900) | Adelheid van Hohenlohe-Langenburg (1835-1900) |  |  |  |  |  |  |  |  |  |  |  |  |  |  |  |  |  |  |  |  |  |  |  |  |  |  |  |  |  |  |  |  |  |  |  |  |  |  |  |  |  |  |  |  |  |  |  |  |
|                                   |                                   |                                   |                                   |                                       |                                       |                                        |                                        |                                        |                                        |                                        |                                        |                                        |                                        |                                          |                                          |                                          |                                          |                                          |                                          |                                      |                                      |                                      |                                      |                                      |                                      |                                     |                                     |                                      |                                      |                                      |                                      |                                      |                                      |                                                                |                                                                |                                                                |                                                                |                                                                |                                                                |                                         |                                         |                                                                     |                                                                     |                                                                                                  |                                                                                                  |                                                                                                  |                                                                                                  |                                                                                                  |                                                                                                  |                                               |                                               |                                               |                                               |  |  |  |  |  |  |  |  |  |  |  |  |  |  |  |  |  |  |  |  |  |  |  |  |  |  |  |  |  |  |  |  |  |  |  |  |  |  |  |  |  |  |  |  |  |  |  |  |
|                                   |                                   |                                   |                                   | Ernst August van Hannover (1845-1923) | Ernst August van Hannover (1845-1923) | Ernst August van Hannover (1845-1923)  | Ernst August van Hannover (1845-1923)  | Ernst August van Hannover (1845-1923)  | Ernst August van Hannover (1845-1923)  |                                        |                                        |                                        |                                        |                                          |                                          | Thyra van Denemarken (1853-1933)         | Thyra van Denemarken (1853-1933)         | Thyra van Denemarken (1853-1933)         | Thyra van Denemarken (1853-1933)         | Thyra van Denemarken (1853-1933)     | Thyra van Denemarken (1853-1933)     |                                      |                                      |                                      |                                      |                                     |                                     |                                      |                                      |                                      |                                      | Wilhelm II van Duitsland (1859-1941) | Wilhelm II van Duitsland (1859-1941) | Wilhelm II van Duitsland (1859-1941)                           | Wilhelm II van Duitsland (1859-1941)                           | Wilhelm II van Duitsland (1859-1941)                           | Wilhelm II van Duitsland (1859-1941)                           |                                                                |                                                                |                                         |                                         |                                                                     |                                                                     | Augusta Victoria van Sleeswijk-Holstein-Sonderburg-Augustenburg (1858-1921)                      | Augusta Victoria van Sleeswijk-Holstein-Sonderburg-Augustenburg (1858-1921)                      | Augusta Victoria van Sleeswijk-Holstein-Sonderburg-Augustenburg (1858-1921)                      | Augusta Victoria van Sleeswijk-Holstein-Sonderburg-Augustenburg (1858-1921)                      | Augusta Victoria van Sleeswijk-Holstein-Sonderburg-Augustenburg (1858-1921)                      | Augusta Victoria van Sleeswijk-Holstein-Sonderburg-Augustenburg (1858-1921)                      |                                               |                                               |                                               |                                               |  |  |  |  |  |  |  |  |  |  |  |  |  |  |  |  |  |  |  |  |  |  |  |  |  |  |  |  |  |  |  |  |  |  |  |  |  |  |  |  |  |  |  |  |  |  |  |  |
|                                   |                                   |                                   |                                   | Ernst August van Hannover (1845-1923) | Ernst August van Hannover (1845-1923) | Ernst August van Hannover (1845-1923)  | Ernst August van Hannover (1845-1923)  | Ernst August van Hannover (1845-1923)  | Ernst August van Hannover (1845-1923)  |                                        |                                        |                                        |                                        |                                          |                                          | Thyra van Denemarken (1853-1933)         | Thyra van Denemarken (1853-1933)         | Thyra van Denemarken (1853-1933)         | Thyra van Denemarken (1853-1933)         | Thyra van Denemarken (1853-1933)     | Thyra van Denemarken (1853-1933)     |                                      |                                      |                                      |                                      |                                     |                                     |                                      |                                      |                                      |                                      | Wilhelm II van Duitsland (1859-1941) | Wilhelm II van Duitsland (1859-1941) | Wilhelm II van Duitsland (1859-1941)                           | Wilhelm II van Duitsland (1859-1941)                           | Wilhelm II van Duitsland (1859-1941)                           | Wilhelm II van Duitsland (1859-1941)                           |                                                                |                                                                |                                         |                                         |                                                                     |                                                                     | Augusta Victoria van Sleeswijk-Holstein-Sonderburg-Augustenburg (1858-1921)                      | Augusta Victoria van Sleeswijk-Holstein-Sonderburg-Augustenburg (1858-1921)                      | Augusta Victoria van Sleeswijk-Holstein-Sonderburg-Augustenburg (1858-1921)                      | Augusta Victoria van Sleeswijk-Holstein-Sonderburg-Augustenburg (1858-1921)                      | Augusta Victoria van Sleeswijk-Holstein-Sonderburg-Augustenburg (1858-1921)                      | Augusta Victoria van Sleeswijk-Holstein-Sonderburg-Augustenburg (1858-1921)                      |                                               |                                               |                                               |                                               |  |  |  |  |  |  |  |  |  |  |  |  |  |  |  |  |  |  |  |  |  |  |  |  |  |  |  |  |  |  |  |  |  |  |  |  |  |  |  |  |  |  |  |  |  |  |  |  |
|                                   |                                   |                                   |                                   |                                       |                                       |                                        |                                        |                                        |                                        | Ernst August van Brunswijk (1887-1953) | Ernst August van Brunswijk (1887-1953) | Ernst August van Brunswijk (1887-1953) | Ernst August van Brunswijk (1887-1953) | Ernst August van Brunswijk (1887-1953)   | Ernst August van Brunswijk (1887-1953)   |                                          |                                          |                                          |                                          |                                      |                                      |                                      |                                      |                                      |                                      |                                     |                                     |                                      |                                      |                                      |                                      |                                      |                                      |                                                                |                                                                |                                                                |                                                                | Victoria Louise van Pruisen (1892-1980)                        | Victoria Louise van Pruisen (1892-1980)                        | Victoria Louise van Pruisen (1892-1980) | Victoria Louise van Pruisen (1892-1980) | Victoria Louise van Pruisen (1892-1980)                             | Victoria Louise van Pruisen (1892-1980)                             |                                                                                                  |                                                                                                  |                                                                                                  |                                                                                                  |                                                                                                  |                                                                                                  |                                               |                                               |                                               |                                               |  |  |  |  |  |  |  |  |  |  |  |  |  |  |  |  |  |  |  |  |  |  |  |  |  |  |  |  |  |  |  |  |  |  |  |  |  |  |  |  |  |  |  |  |  |  |  |  |
|                                   |                                   |                                   |                                   |                                       |                                       |                                        |                                        |                                        |                                        | Ernst August van Brunswijk (1887-1953) | Ernst August van Brunswijk (1887-1953) | Ernst August van Brunswijk (1887-1953) | Ernst August van Brunswijk (1887-1953) | Ernst August van Brunswijk (1887-1953)   | Ernst August van Brunswijk (1887-1953)   |                                          |                                          |                                          |                                          |                                      |                                      |                                      |                                      |                                      |                                      |                                     |                                     |                                      |                                      |                                      |                                      |                                      |                                      |                                                                |                                                                |                                                                |                                                                | Victoria Louise van Pruisen (1892-1980)                        | Victoria Louise van Pruisen (1892-1980)                        | Victoria Louise van Pruisen (1892-1980) | Victoria Louise van Pruisen (1892-1980) | Victoria Louise van Pruisen (1892-1980)                             | Victoria Louise van Pruisen (1892-1980)                             |                                                                                                  |                                                                                                  |                                                                                                  |                                                                                                  |                                                                                                  |                                                                                                  |                                               |                                               |                                               |                                               |  |  |  |  |  |  |  |  |  |  |  |  |  |  |  |  |  |  |  |  |  |  |  |  |  |  |  |  |  |  |  |  |  |  |  |  |  |  |  |  |  |  |  |  |  |  |  |  |
|                                   |                                   |                                   |                                   |                                       |                                       |                                        |                                        |                                        |                                        |                                        |                                        |                                        |                                        |                                          |                                          |                                          |                                          |                                          |                                          |                                      |                                      |                                      |                                      |                                      |                                      |                                     |                                     |                                      |                                      |                                      |                                      |                                      |                                      |                                                                |                                                                |                                                                |                                                                |                                                                |                                                                |                                         |                                         |                                                                     |                                                                     |                                                                                                  |                                                                                                  |                                                                                                  |                                                                                                  |                                                                                                  |                                                                                                  |                                               |                                               |                                               |                                               |  |  |  |  |  |  |  |  |  |  |  |  |  |  |  |  |  |  |  |  |  |  |  |  |  |  |  |  |  |  |  |  |  |  |  |  |  |  |  |  |  |  |  |  |  |  |  |  |
|                                   |                                   |                                   |                                   |                                       |                                       |                                        |                                        |                                        |                                        |                                        |                                        |                                        |                                        |                                          |                                          |                                          |                                          |                                          |                                          |                                      |                                      |                                      |                                      |                                      |                                      |                                     |                                     |                                      |                                      |                                      |                                      |                                      |                                      |                                                                |                                                                |                                                                |                                                                |                                                                |                                                                |                                         |                                         |                                                                     |                                                                     |                                                                                                  |                                                                                                  |                                                                                                  |                                                                                                  |                                                                                                  |                                                                                                  |                                               |                                               |                                               |                                               |  |  |  |  |  |  |  |  |  |  |  |  |  |  |  |  |  |  |  |  |  |  |  |  |  |  |  |  |  |  |  |  |  |  |  |  |  |  |  |  |  |  |  |  |  |  |  |  |
|                                   |                                   |                                   |                                   | Ernst August van Hannover (1914-1987) | Ernst August van Hannover (1914-1987) | Ernst August van Hannover (1914-1987)  | Ernst August van Hannover (1914-1987)  | Ernst August van Hannover (1914-1987)  | Ernst August van Hannover (1914-1987)  |                                        |                                        |                                        |                                        | Georg Wilhelm von Hannover (1915-2006)   | Georg Wilhelm von Hannover (1915-2006)   | Georg Wilhelm von Hannover (1915-2006)   | Georg Wilhelm von Hannover (1915-2006)   | Georg Wilhelm von Hannover (1915-2006)   | Georg Wilhelm von Hannover (1915-2006)   |                                      |                                      |                                      |                                      | Friederike von Hannover (1917-1981)  | Friederike von Hannover (1917-1981)  | Friederike von Hannover (1917-1981) | Friederike von Hannover (1917-1981) | Friederike von Hannover (1917-1981)  | Friederike von Hannover (1917-1981)  |                                      |                                      |                                      |                                      | Christiaan Oscar Ernst August Willem Victor George (1919-1981) | Christiaan Oscar Ernst August Willem Victor George (1919-1981) | Christiaan Oscar Ernst August Willem Victor George (1919-1981) | Christiaan Oscar Ernst August Willem Victor George (1919-1981) | Christiaan Oscar Ernst August Willem Victor George (1919-1981) | Christiaan Oscar Ernst August Willem Victor George (1919-1981) |                                         |                                         |                                                                     |                                                                     | Welf Hendrik Ernst August George Christiaan Berthold Frederik Willem Louis Ferdinand (1923-1998) | Welf Hendrik Ernst August George Christiaan Berthold Frederik Willem Louis Ferdinand (1923-1998) | Welf Hendrik Ernst August George Christiaan Berthold Frederik Willem Louis Ferdinand (1923-1998) | Welf Hendrik Ernst August George Christiaan Berthold Frederik Willem Louis Ferdinand (1923-1998) | Welf Hendrik Ernst August George Christiaan Berthold Frederik Willem Louis Ferdinand (1923-1998) | Welf Hendrik Ernst August George Christiaan Berthold Frederik Willem Louis Ferdinand (1923-1998) |                                               |                                               |                                               |                                               |  |  |  |  |  |  |  |  |  |  |  |  |  |  |  |  |  |  |  |  |  |  |  |  |  |  |  |  |  |  |  |  |  |  |  |  |  |  |  |  |  |  |  |  |  |  |  |  |

- Gemeinsame Normdatei: 106462903
- International Standard Name Identifier: 0000 0000 8190 8838
- Library of Congress Control Number: n85112747
- Nederlandse Thesaurus van Auteursnamen: 075156563
- Virtual International Authority File: 500636
- WorldCat: E39PBJgxrHxYbdW6ttxVDhB773